# Terdiek
Terdiek (52° 43′ N, 4° 54′ L) é uma cidade dos Países Baixos, na província de Holanda do Norte. Terdiek pertence ao município de Niedorp, e está situada a 7 km, a nordeste de Heerhugowaard.
A área de Terdiek, que também inclui as partes periféricas da cidade, bem como a zona rural circundante, tem uma população estimada em 140 habitantes.